# Perizoma hebrideum
Perizoma hebrideum är en fjärilsart som beskrevs av Robson och Gardner 1886. Perizoma hebrideum ingår i släktet Perizoma och familjen mätare. Inga underarter finns listade i Catalogue of Life.